# Trilby's Love Disaster
Trilby's Love Disaster è un cortometraggio muto del 1916 scritto e diretto da Tom Mix. Prodotto dalla Selig, aveva come interpreti Victoria Forde, Joe Ryan, Ethylyn Chrisman, Betty Keller.

## Trama
Trilby, bracciante al ranch "Big G", è innamorato di Mathilda, la cuoca. Vicky, la figlia di Anchman, e la sua amica Betty, progettano con i cowboy di divertirsi a spese di Trilby, facendo ogni tipo di scherzo. Lui vuole portare a spasso sul calesse Mathilda, a fare un giro, ma le ragazze punzecchiano il cavallo che si libera e scappa. Mathilda ormai è stufa di quel suo corteggiatore e anche Trilby ormai non ne può più: disgustato, lascia il ranch, mentre le ragazze continuano a ridere di lui.

## Produzione
Il film fu prodotto dalla Selig Polyscope Company.

## Distribuzione
Distribuito dalla General Film Company, il film - un cortometraggio in una bobina - uscì nelle sale cinematografiche statunitensi il 25 marzo 1916.